# Bhadra
Bhadra è una suddivisione dell'India, classificata come municipality, di 35.137 abitanti, situata nel distretto di Hanumangarh, nello stato federato del Rajasthan. In base al numero di abitanti la città rientra nella classe III (da 20.000 a 49.999 persone).

## Geografia fisica
La città è situata a 29° 07' 26 N e 75° 10' 05 E.

## Società

### Evoluzione demografica
Al censimento del 2001 la popolazione di Bhadra assommava a 35.137 persone, delle quali 18.519 maschi e 16.618 femmine. I bambini di età inferiore o uguale ai sei anni assommavano a 5.403, dei quali 2.961 maschi e 2.442 femmine. Infine, coloro che erano in grado di saper almeno leggere e scrivere erano 21.927, dei quali 13.192 maschi e 8.735 femmine.